# کوستیا ماردانیان
کوستیا ماردانیان (ارمنی: Կոստյա Հակոբի Մարդանյան؛  زادهٔ ۱۹۱۶ - درگذشته تاریخ نامعلوم) کارشناس علوم پرورشی اهل ارمنستان بود.

## زندگی‌نامه
وی در ۱۹۱۶ در پاراواکار به دنیا آمد .  همچنین برندهٔ جوایزی همچون آموزگار شایسته ارمنستان شوروی (۱۹۶۰)، نشان جنگ میهنی (درجه یک) و نشان ستاره سرخ شده است. سال درگذشت نامعلوم است